# Sân bay Nghĩa Ô
Sân bay Nghĩa Ô là một sân bay (cảng hàng không, phi trường) ở Nghĩa Ô, Chiết Giang, Cộng hòa Nhân dân Trung Hoa (IATA: YIW, ICAO: ZSWY).

## Các hãng hàng không và tuyến bay
- China Southern Airlines (Bắc Kinh, thành phố Trường Sa, Trùng Khánh, Quảng Châu, Shantou, Tây An, Hạ Môn)
- Shenzhen Airlines (Nantong, Thâm Quyến)
- Sichuan Airlines (thành phố Trường Sa, Thành Đô)
- Jetstar Pacific Airlines (thuê chuyến: Tp.Hồ Chí Minh)